# Cupa CBZ
Cupa Zimbabuwei sau Cupa CBZ este o competiție de fotbal din zona CAF. A fost creată în anul 1962.
Din 1962 până în 1965 campioana Cupei Castelului Rhodezia de Sud a jucat cu campioana cupei din Rhodesia de Nord (acum Zambia pentru Supercupa Castelului.

## Campioni

### Cupa Castelului
- 1962 : Bulawayo Rovers 1-0 Salisbury City
- 1963 : Salisbury Callies 4-0 Salisbury United
- 1964 : nu s-a jucat
- 1965 : Salisbury City Wanderers bat Saint Paul
- 1966 : Mangula (Mangula)
- 1967 : Salisbury Callies
- 1968 : Arcadia United (Salisbury) 4-1 Dynamos FC (Salisbury)
- 1969 : Arcadia United (Salisbury)
- 1970 : Wankie FC 6-2 Salisbury Callies
- 1971 : Chibuku FC (Salisbury)
- 1972 : Mangula (Mangula)
- 1973 : Wankie FC
- 1974 : Chibuku FC (Salisbury)
- 1975 : Salisbury Callies
- 1976 : Dynamos FC (Salisbury)
- 1977 : Zimbabwe Saints (Bulawayo)
- 1978 : Zisco Steel (Redcliffe)
- 1979 : Zimbabwe Saints (Bulawayo)
- 1980 : CAPS United (Salisbury)
- 1981 : CAPS United (Salisbury)
- 1982 : CAPS United (Salisbury)
- 1983 : CAPS United (Harare)
- 1984 : Black Rhinos (Mutare) 4-1 Gweru United
- 1985 : Dynamos FC (Harare)
- 1986 : Dynamos FC (Harare)
- 1987 : Zimbabwe Saints (Bulawayo)
- 1988 : Dynamos FC (Harare)
- 1989 : Dynamos FC (Harare)
- 1990 : Highlanders FC (Bulawayo)
- 1991 : Wankie FC 3-1 Cranbonne Bullets
- 1992 : CAPS United (Harare)
- 1993 : Tanganda (Mutare)
- 1994 : Blackpool Harare (Harare)
- 1995 : Chapungu United (Gweru)
- 1996 : Dynamos FC (Harare)
- 1997 : CAPS United (Harare) 3-2 Dynamos FC (Harare)
- 1998 : CAPS United (Harare)
- 1999 : necunoscut
- 2000 : nu s-a jucat

### Cupa Unității ZIFA
- 2001 : Highlanders FC (Bulawayo) 4-1 Shabanie Mine
- 2002 : Masvingo United 2-2 (4 - 3) Railstars (Bulawayo)
- 2003 : Dynamos FC (Harare) 2-0 Highlanders FC (Bulawayo)
- 2004 : CAPS United (Harare) 1-0 Wankie FC
- 2005 : Masvingo United 1-1 (3 - 1) Highlanders FC (Bulawayo)

### Cupa CBZ
- 2006 : Mwana Africa FC (Bindura) 1-0 Chapungu United (Gweru)

### Cupa FA CBZ
- 2007 : Dynamos FC (Harare) 2-1 Highlanders FC (Bulawayo)
- 2008 : CAPS United (Harare) 3-0 Eastern Lions (Mutare)